# Кладовище Підлісне
Кладо́вище Підлі́сне, Центра́льний цви́нтар — один із некрополів Вінниці. Закритий для поховань з 2003 року, дозволені поховання померлих лише на місця родинного поховання або шляхом підпоховання в могилах. Зарезервовані місця для проведення поховання загиблих воїнів російсько-української війни (Алея Слави).

## Структура

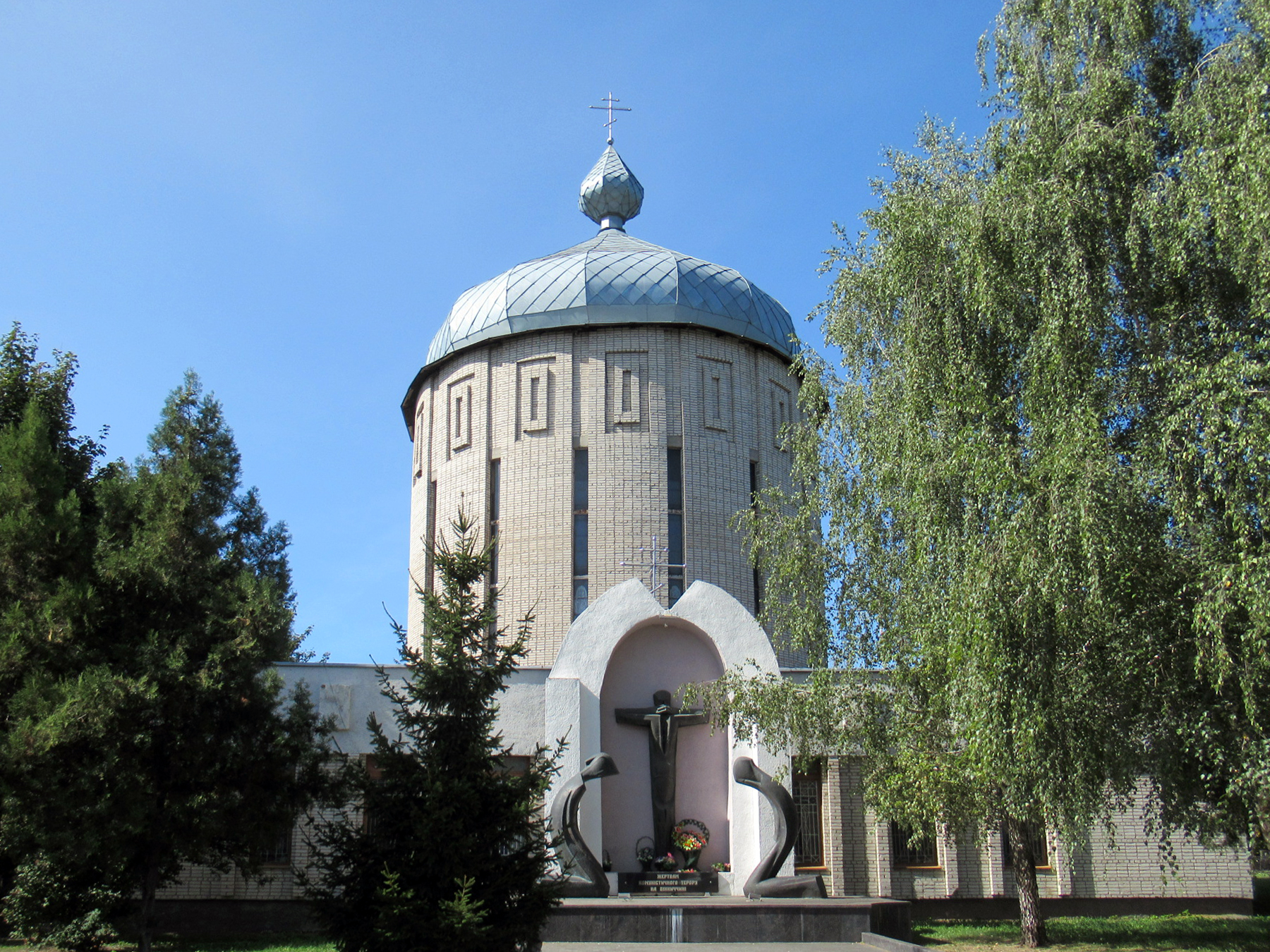
собор ікони Божої Матері «Всіх скорботних радість»

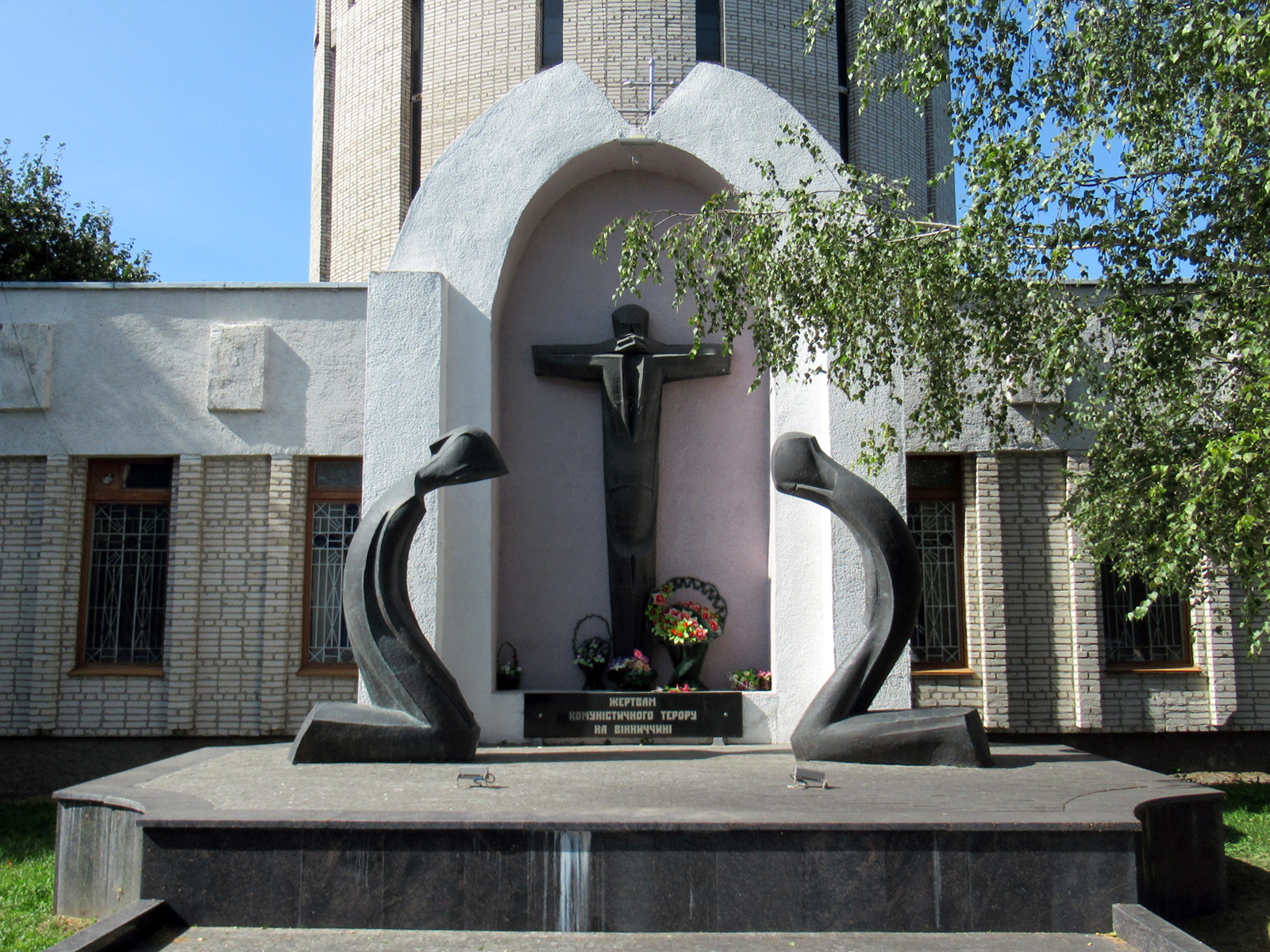
пам'ятник жертвам комуністичного терору

Цвинтар розташований у Вінниці на вулиці Підлісна, 2а, між вулицями Анастасії Медвідь, Генерала Арабея і Максимовича.
На території кладовища знаходиться Храм Ікони Божої Матері, біля якого встановлений меморіал пам'яті жертв Вінницької трагедії.

## Відомі поховання
- Поховані на Центральному цвинтарі (Вінниця) Алмазов Іван Васильович Атаман Адам Іванович Білошкурський Валентин Васильович Булат Володимир Андрійович Верещагін Федір Григорович Воропаєв Василь Миколайович Герман Григорій Іванович Горбаренко Петро Спиридонович Гранецька Ольга Леонідівна Гулеватий Трохим Яремович Дахновський Федір Тарасович Желізний Микола Якович Западинський Олександр Семенович Каплінський Олександр Валерійович Кізюн Петро Кіндратович Кобець Василь Дмитрович Козаченко Олексій Костянтинович Костюк Андрій Васильович Майборода Дмитро Олександрович Пікус Євгеній Михайлович Присяжнюк Ігор Васильович Рабін Самуїл Ісаакович Сікало Іван Михайлович Соловйов Володимир Олександрович (Герой Радянського Союзу) Тутаєв Григорій Васильович Філіповський Іван Митрофанович Фірсов Дмитро Борисович Шимко Максим Миколайович Шкарбун Дмитро Павлович Ярославський Володимир Петрович